# Star Trek: Discovery temporada 3
La tercera temporada de la sèrie de televisió estatunidenca Star Trek: Discovery segueix la tripulació de la nau estel·lar Discovery mentre viatgen al segle XXXII, més de 900 anys després de Star Trek: La sèrie original, i descobreixen que la Flota Estel·lar gairebé ha estat destruïda per un esdeveniment catastròfic anomenat "La Cremada" que ha deixat la galàxia desconnectada. La temporada va ser produïda per CBS Television Studios en associació amb Secret Hideout i Roddenberry Entertainment, amb Alex Kurtzman i Michelle Paradise com a productor creador.
Sonequa Martin-Green interpreta Michael Burnham, primer oficial del Discovery, juntament amb el retorn de Doug Jones, Anthony Rapp, Mary Wiseman i Wilson Cruz. A ells s'uneixen David Ajala i Rachael Ancheril. La temporada es va encarregar el febrer de 2019, amb Paradise ascendida a co-productora creadora juntament amb el cocreador de la sèrie Kurtzman. Van acabar la segona temporada amb la Discovery viatjant al futur, més enllà de la continuïtat existent de Star Trek, cosa que els va permetre explorar un nou període de temps per a la franquícia, incloent-hi nous dissenys i tecnologia del dissenyador de producció Phillip Barker. La temporada presenta els primers personatges explícitament no binaris i transgènere de Star Trek, interpretats respectivament pels convidats recurrents Blu del Barrio i Ian Alexander. El rodatge va tenir lloc del juliol de 2019 al febrer de 2020 a Toronto, Canadà, i en exteriors a Islàndia. Star Trek: Discovery va ser la primera sèrie amb molts efectes visuals que va passar per la postproducció durant la pandèmia de la COVID-19, amb el treball en els efectes visuals de la temporada, així com l'edició i la música, que es va dur a terme de forma remota.
La temporada de 13 episodis es va estrenar al servei de streaming CBS All Access el 15 d'octubre de 2020 i va concloure el 7 de gener de 2021. Es va estimar que va ser la sèrie All Access més demandada del 2020 i va rebre crítiques positives per la seva nova ambientació, que els crítics van considerar que havia alliberat la sèrie de la continuïtat existent de la franquícia i li havia permès explicar la història que havia de contar. Altres elogis van ser per als paral·lelismes i el repartiment del món real de la temporada (especialment Martin-Green, així com la introducció d'Ajala, del Barrio i Alexander), mentre que el desenvolupament dels personatges de Burnham i la resolució dels problemes principals van rebre respostes diverses. Va guanyar un Premi Primetime Creative Arts Emmy pels seus efectes visuals i va rebre diversos altres premis i nominacions. Es va anunciar una quarta temporada a l'octubre de 2020, i la tercera temporada també prepara una pel·lícula derivada planificada que tindrà com a protagonista recurrent Michelle Yeoh.

## Episodis
| 30 | 1  | «That Hope Is You, Part 1» | Olatunde Osunsanmi   | Michelle Paradise & Jenny Lumet & Alex Kurtzman                                  | 15 d'octubre de 2020   |
| Després de viatjar al futur per protegir les dades intel·ligents de l'Esfera del Control, una intel·ligència artificial rebel destinada a destruir tota la vida sensible, Michael Burnham arriba l'any 3188 i s'assabenta que ho ha aconseguit: la vida existeix en aquest futur. Burnham s'estavella contra la nau de Cleveland "Book" Booker, un missatger que transporta càrrega robada. Explica que en un esdeveniment anomenat "La Cremada", la major part del diliti de la galàxia (l'element utilitzat per les naus espacials per viatjar a velocitats de curvatura) va explotar, destruint moltes naus espacials, inclosa la major part de la Flota Estel·lar. Ara la galàxia està desconnectada i ja no està governada per la Federació Unida de Planetes. Burnham ajuda a Book a protegir la seva càrrega, un cuc de trànsit en perill d'extinció que està portant a un santuari, d'altres missatgers. A canvi, Book la porta a una estació espacial de la Federació aparentment abandonada on troben Aditya Sahil, un "enllaç de la Federació" esperant amb l'esperança que un oficial de la Flota Estel·lar vingui a l'estació algun dia. Burnham li dóna una comissió interina de la Flota Estel·lar. Sahil no pot localitzar l'USS "Discovery", que viatjava al futur amb Burnham. |    |                            |                      |                                                                                  |                        |
| 31 | 2  | «Far from Home»            | Olatunde Osunsanmi   | Michelle Paradise & Jenny Lumet & Alex Kurtzman                                  | 22 d'octubre de 2020   |
| L'USS Discovery s'estavella en una glacera. La nau resulta danyada i els membres de la tripulació resulten ferits, inclosa la timonera Keyla Detmer. El capità interí Saru decideix reparar la nau abans d'explorar el món exterior, però s'assabenten que els falten recursos que necessiten per completar les reparacions. Saru i l'alferes Silvia Tilly van a un assentament proper per obtenir els recursos que necessiten i troben un grup de miners pobres oprimits per un missatger anomenat Zareh. Els miners utilitzen matèria programable per ajudar a la Discovery a canvi d'una part del diliti de la nau, que els permetria abandonar el planeta i escapar de Zareh. Tanmateix, Zareh arriba i ataca el grup, matant un dels miners i planejant prendre tot el diliti de la Discovery. És aturat quan Phillipa Georgiou, l'exemperadora de l'Imperi Terrà de l'univers mirall i ara agent de la Flota Estel·lar, domina Zareh i els seus homes. La tripulació torna a la «Discovery» amb els recursos que necessiten, però el gel paràsit de la glacera ha encapsulat la nau i no pot enlairar-se fins que arriba Burnham i els allibera amb la nau de Book. |    |                            |                      |                                                                                  |                        |
| 32 | 3  | «People of Earth»          | Jonathan Frakes      | Bo Yeon Kim & Erika Lippoldt                                                     | 29 d'octubre de 2020   |
| Com que Sahil no pot localitzar la «Discovery» el 3188, Burnham es converteix en missatgera i treballa amb Book, buscant pistes sobre el destí de la Federació. Troba una transmissió de l'almirall Senna Tal des de la Terra, però no poden viatjar-hi amb el seu diliti limitat. Després d'un any, la «Discovery» arriba al futur i Burnham els troba a la glacera. Saru es converteix en el nou capità, i el diliti de la «Discovery» s'emmagatzema a la nau camuflada de Book, que aparca a la seva zona d'acoblament per seguretat. Utilitzant el motor d'espores avançat de la «Discovery», viatgen a la Terra i descobreixen que ja no forma part de la Federació. Investigadors de les Forces de Defensa Unides de la Terra aborden la «Discovery» i expliquen que Tal és mort. Tots són atacats per bandits de diliti que l'EDF intenta destruir fins que Burnham i Book enganyen els bandits, capturant el seu líder Wen. En les negociacions entre Wen i el capità Ndoye de l'EDF, les dues parts s'adonen que es poden ajudar mútuament i evitar més combats. Una jove investigadora humana anomenada Adira és identificada com l'amfitrió del simbiont Trill d'en Tal i està connectada als seus records |    |                            |                      |                                                                                  |                        |
| 33 | 4  | «Forget Me Not»            | Hanelle M. Culpepper | Alan McElroy & Chris Silvestri & Anthony Maranville                              | 5 de novembre de 2020  |
| Com a amfitriona humana d'un simbiont trill, l'Adira no recorda haver estat l'amfitriona del simbiont Tal i no pot accedir als records d'amfitrions anteriors com ara Senna. Burnham els porta al món natal dels trill amb l'esperança que els trill els puguin ajudar a desbloquejar els seus records. Els trill ja no formen part de la Federació, però donen la benvinguda a la «Discovery» a causa de la seva necessitat de nous amfitrions simbionts. Tanmateix, molts trill es neguen a creure que algú que no sigui trill pugui allotjar un simbiont, i l'Adira és rebutjada. Un grup de trill intenta matar l'Adira i prendre el simbiont, però Burnham els atura i un trill amable, el Guardià Xi, s'ofereix a ajudar. A les Coves sagrades de Mak'ala, Xi i Burnham ajuden l'Adira a connectar amb els records de Tal: quan Senna va morir, Tal va ser transferit a Gray, el xicot trill d'Adira. Tanmateix, Gray va ser assassinat poc després i l'Adira es va oferir a convertir-se en la nova amfitriona per salvar Tal i els records de tots els amfitrions anteriors. Després d'obtenir accés als records de Tal, l'Adira és capaç de comunicar-se amb la consciència de Gray. Mentrestant, Saru intenta millorar la moral de la tripulació amb l'ajuda del Dr. Hugh Culber. |    |                            |                      |                                                                                  |                        |
| 34 | 5  | «Die Trying»               | Maja Vrvilo          | Història de : James Duff & Sean Cochran Guió de : Sean Cochran                   | 12 de novembre de 2020 |
| Utilitzant els records de Senna, l'Adira guia la Discovery a la seu de la Flota Estel·lar. El comandant en cap de la Flota Estel·lar, Charles Vance, demana que Burnham, Saru i Adira es teleportin a la base, on s'enduen l'Adira per fer-li proves mèdiques. Vance informa a Saru i Burnham que la tripulació serà interrogada i reassignada mentre s'estudia la seva nau, cosa que Saru accepta amb l'esperança de guanyar-se la confiança de la Flota Estel·lar. En adonar-se que la Flota Estel·lar s'enfronta a una crisi sanitària que es podria resoldre a través dels arxius de llavors a bord de la USS Tikhov, Burnham rep l'aprovació de Vance per portar-hi la tripulació del Discovery amb el motor d'espores i recuperar les llavors. Troben els ocupants del Tikhov morts excepte un home que està ferit de mort. És de la mateixa espècie que l'oficial de seguretat Nhan, que decideix quedar-se amb el Tikhov per assegurar-se que ell i la seva família rebin un enterrament digne. La Discovery torna a la Flota Estel·lar amb les llavors, i se sintetitza un antídot per a la crisi sanitària. A causa d'aquest èxit, Vance accepta que la tripulació del Discovery pot romandre unida, però insisteix que li responguin |    |                            |                      |                                                                                  |                        |
| 35 | 6  | «Scavengers»               | Douglas Aarniokoski  | Anne Cofell Saunders                                                             | 19 de novembre de 2020 |
| La Discovery s'actualitza per utilitzar tecnologia del segle XXXII, inclosa la matèria programable. Vance envia altres naus de la Flota Estel·lar a diverses missions per l'espai restant de la Federació, però ordena a la Discovery que es mantingui a punt per a qualsevol missió de resposta ràpida. La nau de Book arriba sense tripulació i amb un missatge de fa tres setmanes sobre un nou descobriment que ha fet: la caixa negra d'una nau de la Flota Estel·lar que va ser destruïda a la Cremada. Burnham creu que pot utilitzar aquesta caixa negra per rastrejar l'origen de la Cremada, però Saru li ordena que es quedi a la "Discovery" en cas que Vance la necessiti. Burnham hi accedeix, però després desobeeix l'ordre de Saru portant Georgiou a la nau de Book per anar a buscar-lo. Al planeta de recuperació Hunhau, Georgiou es fa passar per una compradora que busca peces rares de nau mentre Burnham busca Book. Organitzen una fuga de presó per als servents que treballen a les deixalleries, permetent-los escapar amb Book i la caixa negra. Quan tornen, Burnham és amonestada per Vance per desobeir ordres i Saru la degrada del seu càrrec com a primera oficial. |    |                            |                      |                                                                                  |                        |
| 36 | 7  | «Unification III»          | Jon Dudkowski        | Kirsten Beyer                                                                    | 26 de novembre de 2020 |
| Després d'estudiar diverses caixes negres, Burnham creu que pot trobar la font de la Cremada amb dades del Projecte SB-19, una possible alternativa de viatge espacial al diliti desenvolupada pel poble unificat vulcanià i romulà a Ni'Var (anteriorment el planeta Vulcà). Els Ni'Varians creuen que SB-19 va causar la Cremada i no volen donar les dades a la Federació, a qui han abandonat. Vance creu que Burnham pot convèncer els Ni'Varians del contrari, ja que el seu germà, Spock, havia començat el procés d'unificació dels vulcanians i els romulans centenars d'anys abans. A Ni'Var, Burnham invoca el "T'Kal-in-ket", una prova vulcaniana destinada a verificar la seva afirmació científica sobre les dades del SB-19. Està representada per la seva mare Gabrielle, que anteriorment estava atrapada en el futur i des de llavors s'ha unit als Qowat Milat, una secta de monges guerreres romulanes. Gabrielle fa que Burnham s'enfronti a les seves pròpies intencions i a la seva sensació de confusió sobre el seu destí, cosa que porta a Burnham a retirar-se de la prova. Impressionada per això, la presidenta de Ni'Var, T'Rina, dóna a Burnham les dades del SB-19. Mentrestant, Saru nomena Tilly com a primera oficial en funcions. |    |                            |                      |                                                                                  |                        |
| 37 | 8  | «The Sanctuary»            | Jonathan Frakes      | Kenneth Lin & Brandon Schultz                                                    | 3 de desembre de 2020  |
| Book rep un senyal de socors del seu germà Kyheem, que diu que el seu planeta natal Kwejian està amenaçat per la Cadena Esmeralda, un sindicat d'andorians i orions liderat per Osyraa. Les collites de Kwejian han estat devastades per les llagostes després dels canvis climàtics causats per la Cremada, i Kyheem va fer un tracte amb Osyraa per repel·lir les llagostes a canvi de donar-li accés als cucs de trànsit de Kwejian. Això va causar una ruptura entre Book, que volia protegir els cucs, i el seu germà. Les civilitzacions que reben ajuda de la Cadena Esmeralda sovint col·lapsen, de manera que es permet que "Discovery" viatgi a Kwejian. Kyheem revela a Book i Burnham que Osyraa vol Ryn, una serventa andoriana que va ser alliberada durant la seva fuga de la presó a Hunhau. Kyheem accepta desobeir Osyraa a canvi que la "Discovery" i la Federació ajudin a repel·lir les llagostes. "Discovery" impedeix que Osyraa s'endugui Ryn atacant-la amb la nau de Book, però ella veu a través de l'engany i promet represàlies contra la Federació abans de retirar-se. Mentrestant, Georgiou sembla estar malalta i experimenta apagades i salts enrere. |    |                            |                      |                                                                                  |                        |
| 38 | 9  | «Terra Firma»              | Omar Madha           | Història de : Bo Yeon Kim & Erika Lippoldt & Alan McElroy Guió de : Alan McElroy | 10 de desembre de 2020 |
| 39 | 10 | «Terra Firma»              | Chloe Domont         | Guió de : Kalinda Vazquez                                                        | 17 de desembre de 2020 |
| Part 1 : Després d'estudiar l'estat de Georgiou, Culber rep la visita del Dr. Kovich, un misteriós agent de la Flota Estel·lar, que explica que, com que Georgiou ha viatjat a través del temps i des d'un univers diferent, les seves molècules s'han mogut massa lluny del seu origen i ara és probable que mori. Consultant l'ordinador de la Discovery, que s'ha ampliat amb les dades intel·ligents de l'Esfera, Culber creu que Georgiou es podria salvar viatjant a un planeta deshabitat, Dannus V. Stamets i Adira utilitzen les dades de l'SB-19 per rastrejar l'origen de la Cremada fins a la Nebulosa Verubin i descobreixen un senyal de socors d'una nau estel·lar kelpiana. A Dannus V, Georgiou i Burnham es troben amb un ésser estrany anomenat Carl que dirigeix Georgiou a una porta. A l'altre costat, es troba de nou a l'Univers Mirall durant l'època en què era Emperador. Georgiou descobreix que el temps que ha passat amb la "Discovery" l'ha convertit en una persona millor del que era llavors, i decideix utilitzar el seu coneixement del passat per alterar certs esdeveniments, com ara rescatar l'esclau Saru i salvar la vida de la traïdora Michael Burnham. Part 2 : Georgiou espera liderar un Imperi Terrà millorat amb Burnham al seu costat, i la fa torturar fins que jura lleialtat. Georgiou revela a Saru que el canvi biològic Kelpià conegut com a "Vahar'ai" no vol dir que sigui hora de ser sacrificat; més aviat, és un procés natural que el farà més fort si ho permet. Burnham i Georgiou treballen junts per caçar l'examant de Burnham, Gabriel Lorca, però això és una estratagema i Burnham aviat es gira contra Georgiou. Després d'una baralla, Georgiou mata Burnham abans de morir ella mateixa als braços de Saru. Després torna a Dannus V, on Carl es revela com el Guardià de l'Etern. Li explica que pot enviar Georgiou a un altre temps i lloc on sobreviurà, però primer l'havia de posar a prova i estava content de veure-la intentar canviar el destí de l'Imperi Terrà. Georgiou s'acomiada de Burnham abans de viatjar a través del portal del Guardià. A la "Discovery", Book vol demostrar el seu valor a la tripulació i utilitza la tecnologia de la Cadena Maragda per ajudar-los a connectar-se als sistemes informàtics de la nau estel·lar Kelpiana a la Nebulosa Verubin |    |                            |                      |                                                                                  |                        |
| 40 | 11 | «Su'Kal»                   | Norma Bailey         | Anne Cofell Saunders                                                             | 24 de desembre de 2020 |
| La Discovery detecta un signe de vida a la nau espacial a la nebulosa radioactiva de Verubin, i Saru suggereix que podria ser el fill d'un dels científics de la nau espacial. Hi salten per investigar i troben un planeta fet principalment de diliti dins de la nebulosa. Saru, Burnham i Culber es transporten al planeta, deixant Tilly al comandament de Discovery. Al planeta, l'equip visitant es troba dins d'una complexa simulació hologràfica dissenyada pels científics per criar i protegir el nen. Troben el nen, Su'Kal, i descobreixen que va néixer amb una biologia adaptada al planeta i a la nebulosa radioactiva, mentre que l'equip visitant pateix intoxicació per radiació. Su'Kal no està preparat per afrontar la realitat fora de la simulació, i quan s'enfada crea una onada d'energia similar a la Cremada. Arriba una nau de la Cadena Maragda comandada per Osyraa. Book vola cap a la nebulosa per recuperar l'equip visitant i aconsegueix rescatar Burnham, però els altres, a més d'una polissó, Adira, es queden amb Su'Kal. Osyraa captura la "Discovery" i l'obliga a saltar a la seu de la Federació. |    |                            |                      |                                                                                  |                        |
| 41 | 12 | «There Is a Tide...»       | Jonathan Frakes      | Kenneth Lin                                                                      | 31 de desembre de 2020 |
| Osyraa es fa passar per una Discovery sota atac amb les comunicacions bloquejades, i Vance decideix deixar passar la nau a través dels escuts de la Federació. Burnham i Book utilitzen la perillosa xarxa transcurvatura del missatger per arribar a la seu de la Federació a temps per aterrar de manera estavellada a Discovery abans que els escuts es tanquin. Osyraa envia Zareh a investigar i aquest captura Book, mentre Burnham escapa sense ser vista. Book és pres com a ostatge amb la tripulació del pont i la Ryn, l'Stamets és interrogat pel científic Aurellio, que planeja replicar l'impulsor d'espores de la Discovery, i la resta de la tripulació de la Discovery és alliberada de la nau en llançadores. L'Osyraa proposa a Vance un tractat de pau entre la Federació i la Cadena Maragda. Ell considera el tractat però insisteix que l'Osyraa sigui jutjada pels seus crims contra la Federació, cosa que ella no accepta. La tripulació del pont escapa amb l'ajuda de Book i la Ryn, que són capturats de nou. Burnham allibera l'Stamets i el deixa anar de la nau amb seguretat per evitar la seva captura, tot i el seu desig d'utilitzar el motor d'espores per salvar immediatament Culber, Adira i Saru. Aurellio s'horroritza quan l'Osyraa mata la Ryn. |    |                            |                      |                                                                                  |                        |
| 42 | 13 | «That Hope Is You, Part 2» | Olatunde Osunsanmi   | Michelle Paradise                                                                | 7 de gener de 2021     |
| Incapaç de saltar sense Stamets, l'Osyraa aconsegueix sortir lluitant de la seu de la Federació i desconnecta el suport vital de la tripulació del pont. Malgrat això, la Tilly i la tripulació del pont aconsegueixen plantar una bomba en una de les navetes de la nau amb l'ajuda de les dades de l'Esfera, cosa que fa que la "Discovery" surti de la curvatura. Burnham es dirigeix al nucli de dades de la nau, mata l'Osyraa en una baralla i reinicia els sistemes informàtics. Torna a activar el suport vital i teletransporta tots els caces de la Cadena Maragda fora de la nau. Aurellio, després d'un canvi d'opinió, suggereix que Book podria utilitzar el motor d'espores amb les habilitats empàtiques que té la seva espècie, i salten a la nebulosa. Saru ajuda Su'Kal a apagar la simulació i a acceptar la mort de la seva mare, ja que la seva reacció a això és la que va causar la Cremada, just quan arriba el "Descobriment". Saru decideix ajudar Su'Kal a començar una nova vida a Kaminar, i Burnham és ascendida a capità. La Cadena Maragda s'esfondra després de la mort d'Osyraa, i els planetes comencen a reincorporar-se a la Federació. La "Discovery" es proposa portar diliti de la nebulosa als planetes que han estat aïllats per la Cremada. |    |                            |                      |                                                                                  |                        |

## Repartiment i personatges

### Principal
- Sonequa Martin-Green com a Michael Burnham[2]
- Doug Jones com a Saru[3]
- Anthony Rapp com a Paul Stamets[3]
- Mary Wiseman com a Sylvia Tilly[3]
- David Ajala com a Cleveland "Book" Booker[4]
- Wilson Cruz com a Hugh Culber[3]
- Rachael Ancheril com a Nhan[5]

### Recurrent
- Michelle Yeoh com a Philippa Georgiou[6]
- Tig Notaro com a Jett Reno[7]
- Blu del Barrio com a Adira Tal[8]
- Ian Alexander com a Gray Tal[8]
- Oded Fehr com a Charles Vance[9]
- Noah Averbach-Katz com a Ryn[10]
- Janet Kidder com a Osyraa[11]

### Actors convidats
- Annabelle Wallis com a la veu de Zora[12]
- David Cronenberg com a Kovich[13]
- Sonja Sohn com a Gabrielle Burnham[14]
- Hannah Cheesman com a Airiam[15]
- Paul Guilfoyle com a  el Guardià del Futur[16]
- Rekha Sharma com a Ellen Landry[15]
- Kenneth Mitchell com a Aurellio[17]

## Producció

### Desenvolupament

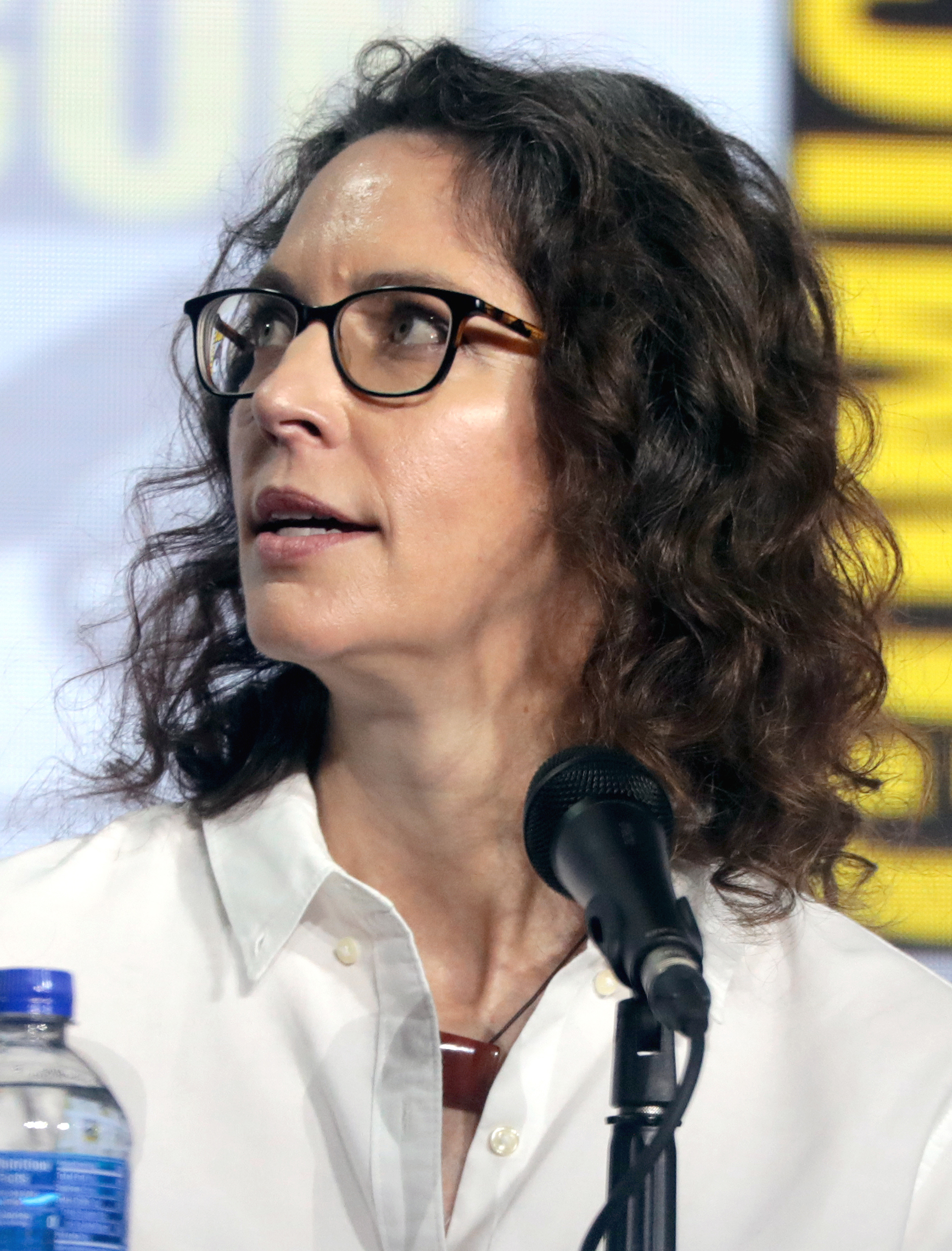
L'escriptora Michelle Paradise va ser nomenada co-productora creadors de la tercera temporada.

El 27 de febrer de 2019, CBS All Access va renovar Star Trek: Discovery per a una tercera temporada, poc després de l'estrena de la segona temporada, citant la resposta positiva dels fans a l'estrena, així com l'augment del nombre de subscriptors del servei durant aquest temps. Després d'unir-se a la sèrie a la segona temporada, l'escriptora Michelle Paradise va ser ascendida a co-productor creador per a la tercera juntament amb el cocreador de la sèrie Alex Kurtzman. Kurtzman va explicar que Paradise havia estat essencial per al seu procés durant la segona temporada, convertint-se en una sòcia per a ell mentre supervisava múltiples sèries de Star Trek a més de productor creador de Discovery. Al final de la segona temporada, va sentir que Paradise ja dirigia "Discovery" amb ell, així que va ser una transició fàcil perquè ella es convertís en co-productor creador oficial durant la tercera temporada.:37:25–39:05 A l'octubre, Kurtzman va dir que la temporada tindria 13 episodis, i que era poc probable que s'allargués com va passar durant les dues temporades anteriors. La temporada va ser produïda per CBS Television Studios en associació amb la productora de Kurtzman, Secret Hideout, així com amb Roddenberry Entertainment.

### Escriptura
Els guionistes de la temporada van ser Jenny Lumet, Anne Cofell Saunders, Ken Lin, Alan McElroy, Kirsten Beyer, Brandon Schultz, Erika Lippoldt, Bo Yeon Kim, Chris Silvestri, Anthony Maranville, Sean Cochran i Kalinda Vazquez. Van començar a treballar a finals de febrer de 2019, a les oficines de Kurtzman's Secret Hideout a Santa Monica. L'astrofísica Erin Macdonald i el biòleg Mohamed Noor van assessorar sobre la temporada, després d'unir-se a la franquícia Star Trek com a assessors científics generals, igual que el lingüista freqüent de Star Trek Marc Okrand, que va ajudar a desenvolupar les llengües alienígenes de la temporada, com ara el Kelpià. Després de treballar a la sala de guionistes de la sèrie Snowfall, l'autor Walter Mosley va ser contractat per Kurtzman per a un paper similar a la tercera temporada de Discovery. Mosley va treballar durant tres setmanes abans que la CBS el notifiqués d'una denúncia que havia presentat contra ell un altre guionista per l'ús de la paraula "nigger" mentre explicava una història. La CBS va dir a Mosley que es tractava d'un delicte que podia comportar l'acomiadament, però va dir que no es prendrien més mesures si no tornava a utilitzar la paraula fora del guió. Mosley va optar per deixar la sèrie, sense informar Kurtzman ni Paradise. Va explicar la seva decisió en un article d'opinió per a The New York Times el setembre de 2019. Mosley no va identificar la sèrie a l'article d'opinió, però la CBS va confirmar que era Discovery en la seva resposta.
La segona temporada va acabar amb l'USS Discovery viatjant més de 900 anys en el futur, alliberant la sèrie de la continuïtat de les històries anteriors de Star Trek i permetent-li explorar un nou període de temps. Kurtzman va comparar aquesta decisió amb la de la pel·lícula Star Trek (2009) —en la qual va treballar com a guionista—, iniciant una nova línia temporal per evitar la continuïtat establerta. L'estrella Sonequa Martin-Green va descriure el nou escenari com una "pissarra en blanc". A l'octubre de 2020, Kurtzman va revelar que la temporada té lloc després d'un esdeveniment catastròfic, la Cremada, que va separar les persones i va canviar la manera com es comuniquen. Va assenyalar que això és "exactament el que estem passant ara mateix" amb la pandèmia de la COVID-19, tot i que la temporada es va produir abans que comencés la pandèmia.:50:35–52:08 Paradise va dir que el tema principal de la temporada era la importància de les connexions, incloses les connexions familiars i culturals.
Els guionistes sabien que el protagonista, Michael Burnham interpretada per Martin-Green, es convertiria finalment en el capità del Discovery i van decidir que volien que això passés al final de la tercera temporada. Volien donar-li el millor arc possible primer allunyant el personatge d'aquest objectiu. El primer episodi se centra en Burnham, sola en el futur fins que coneix el nou personatge Cleveland "Book" Booker, i la resta de l'equip de la "Discovery" és el centre d'atenció del segon episodi. Es retroben amb Burnham al tercer, que està ambientat un any després dels esdeveniments del primer episodi de Burnham. Burnham declina convertir-se en capitana, cedint el càrrec a Saru, que era el capità en funcions al final de la segona temporada. Burnham passa la primera meitat de la temporada qüestionant el seu lloc a Discovery i intentant reconciliar el seu paper a la nau amb l'any que va passar amb Book. Es compromet de nou amb la Flota Estel·lar a "Unification III", i la resta de la temporada es desenvolupa fins a convertir-se en capitana. La història de Saru se centra en la seva connexió amb altres kelpians i el seu planeta natal de Kaminar, i acaba la temporada amb Su'Kal a Kaminar. Paradise va dir que això no era necessàriament una manera de "tancar el cercle" de la història de Saru, i era més aviat una manera de mostrar la seva progressió natural a partir de les seves breus interaccions amb altres kelpians en les temporades anteriors.
Kurtzman va explicar que no s'esperava que un spin-off planificat protagonitzat per Michelle Yeoh com a Philippa Georgiou es fes fins després que s'acabés la tercera temporada de Discovery. La productora executiva Heather Kadin va dir que el paper de Yeoh a la tercera temporada podria conduir a una connexió directa amb la sèrie derivada. Els guionistes de "Discovery", Bo Yeon Kim i Erika Lippoldt, estaven disposats a treballar en la sèrie derivada, i van desenvolupar l'arc argumental del personatge de Georgiou a la tercera temporada. Acaba amb la seva sortida de "Discovery" a l'episodi de dues parts "Terra Firma". Volien una "solució oportuna" per enviar Georgiou a la seva nova destinació i van triar el Guardià del Futur de l'episodi de "Star Trek: La Sèrie Original" "La ciutat a la frontera del futur". Discovery introdueix una nova personificació del Guardià anomenada "Carl", anomenat així i inspirat per l'astrònom i autor Carl Sagan. "Terra Firma" es va donar com a exemple de l'enfocament més episòdic de la temporada, amb cada episodi amb un personatge central, un vilà o una història independent que està connectada al misteri de la temporada sobre què va causar la Cremada. Altres exemples inclouen  "People of Earth", en què la Terra és tractada com un planeta de la setmana, i l'enfocament en la cultura vulcaniana a "Unification III". Paradise va dir que aquest enfocament permetia explorar alguns personatges que normalment no es farien. El fet que la Cremada sigui un accident causat per un nen es va inspirar en el conte d'Ursula K. Le Guin "The Ones Who Walk Away from Omelas" (1973), mentre que la simulació hologràfica en què viu Su'Kal es va inspirar en Matrix (1999).
Quan se li va preguntar si la sèrie es vincularia directament amb Star Trek: Picard, Kurtzman va dir que no, però que hi hauria referències a sèries anteriors de Star Trek. Aquestes inclouen una menció de les Guerres Temporals de Star Trek: Enterprise, que tenen lloc durant el segle XXXI. Això va ser el més llunyà que la franquícia havia anat en el futur fins a aquesta temporada, que està ambientada al segle XXXII. La temporada revela que un agent temporal va creuar des de la línia de temps alternativa creada durant els esdeveniments de la pel·lícula Star Trek (2009), que és la primera referència a la realitat alternativa de la franquícia cinematogràfica feta per una sèrie de Star Trek. L'episodi "Unification III" serveix com a seqüela informal de l'episodi en dues parts de "Star Trek: La nova generació" "Unificació", en què el germà de Burnham, Spock, va començar a unificar el poble vulcanià i romulà; A "Unification III", el planeta Vulcà ha estat rebatejat com a Ni'Var i és la llar tant de vulcanians com de romulans, incloent-hi les Qowat Milat, una secta de monges guerreres romulanes que es van introduir a Picard. Kadin va declarar abans de l'estrena de la temporada que el curtmetratge Star Trek: Short Treks "Calypso" estava ambientat més o menys al mateix temps que la temporada, i que hi havia la possibilitat que Aldis Hodge pogués repetir el seu paper del curtmetratge, però Paradise va dir més tard que "Calypso" en realitat està ambientat molts anys després de la temporada. En canvi, la temporada presagia "Calypso" mostrant que les dades de l'Esfera de la segona temporada comencen a integrar-se amb Discovery, convertint-se en la intel·ligència artificial avançada Zora que es va introduir al curtmetratge.

### Càsting

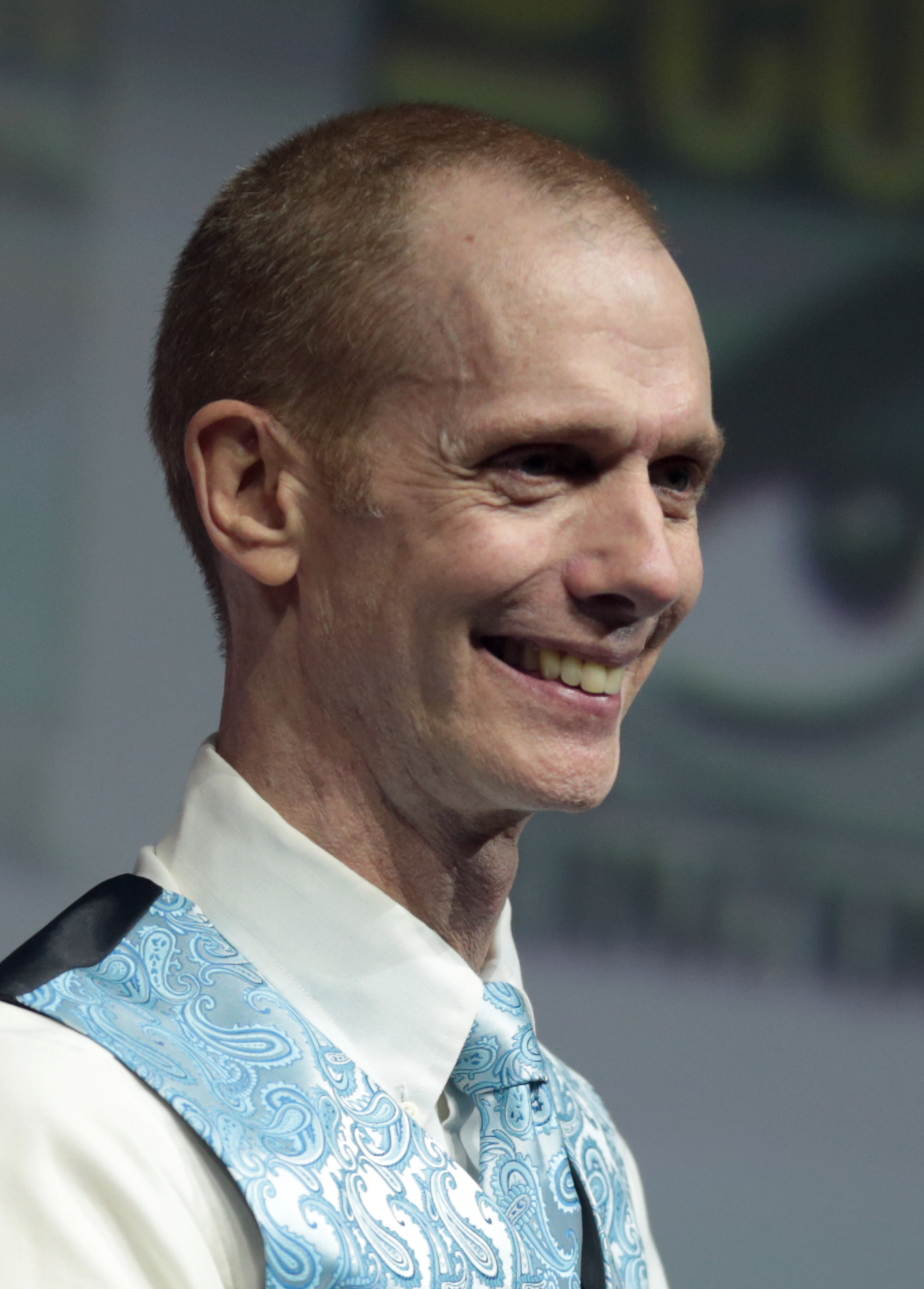
Doug Jones interpreta Saru, que fa de capità a la temporada, i apareix en el paper sense pròtesis en diversos episodis per primera vegada a la sèrie.

La temporada està protagonitzada per Sonequa Martin-Green com a Michael Burnham, Doug Jones com a Saru, Anthony Rapp com a Paul Stamets, Mary Wiseman com a Sylvia Tilly, i Wilson Cruz com a Hugh Culber. A ells s'hi uneix David Ajala, que va ser anunciat com a nou personatge regular de la sèrie, Cleveland "Book" Booker, el juliol de 2019. Book ajuda a presentar la nova ambientació de la temporada i també és un interès amorós per Burnham que els guionistes esperaven que tregués a la llum noves facetes del seu personatge en contrast amb la seva tumultuosa relació amb Ash Tyler a les temporades anteriors. Rachael Ancheril també apareix com a protagonista per les seves aparicions a la temporada, repetint el seu paper de convidada recurrent com a Nhan de la segona temporada. Surt de la temporada al cinquè episodi. Dins de la simulació hologràfica en què entren els personatges a "Su'Kal", la seva aparença canvia per semblar diferents espècies alienígenes. Burnham apareix com un trill, Culber com un bajorà i Saru com a humà. Jones normalment porta pròtesis per retratar el personatge kelpià, així que aquesta va ser la primera vegada que va aparèixer com ell mateix a la sèrie. Malgrat això, va passar un temps similar al departament de maquillatge i perruqueria a causa de la perruca que porta; Jones creia que els cabells farien que Saru humà fos més "desagradable", però el seu propi cap està rapat a la sèrie per ajudar amb les pròtesis.
Kurtzman va confirmar el gener de 2019 que Michelle Yeoh apareixeria a la tercera temporada com a Philippa Georgiou. Annabelle Wallis reprèn el seu paper de "Calypso" com a veu de Zora, la versió avançada de Discovery, mentre que Sonja Sohn reprèn el seu paper com a mare de Burnham, Gabrielle, de la segona temporada a "Unification III". Aquest episodi també inclou imatges d'arxiu del germà de Burnham, Spock, incloent-hi imatges d'Ethan Peck de la segona temporada de Discovery i de Leonard Nimoy d’"Unificació" de La nova generació. A "Terra Firma", diversos actors interpreten versions de l'Univers Mirall dels seus personatges, incloent-hi Hannah Cheesman i Rekha Sharma com els seus respectius personatges de temporades anteriors, Airiam i Ellen Landry. "Terra Firma" també compta amb l'estrella convidada Paul Guilfoyle com a "Carl", el Guardià de l'Etern. També s'utilitza una gravació arxivada de Bart LaRue, la veu original del Guardià de "La ciutat a la frontera del futur". Kenneth Mitchell, que va ser l'estrella convidada de diversos personatges klíngon durant les dues primeres temporades, apareix com un nou personatge humà, el científic Aurellio. El personatge utilitza una cadira flotant a causa d'una condició genètica, una història que es va escriure per adaptar-se al diagnòstic d'ELA de Mitchell a l'agost de 2018, per la qual va començar a utilitzar una cadira de rodes a l'octubre de 2019.
Kurtzman va dir que la tercera temporada ampliaria la tripulació del "Discovery" fora del repartiment principal després que els fans responguessin positivament a aquests personatges a la segona temporada. Tig Notaro reprèn el seu paper d'enginyer Jett Reno, amb altres membres de la tripulació que tornen, incloent-hi Emily Coutts com a Keyla Detmer, Patrick Kwok-Choon com a Gen Rhys, Oyin Oladejo com a Joann Owosekun, Ronnie Rowe Jr. com a R.A. Bryce, Sara Mitich com a Nilsson, Raven Dauda com a Tracy Pollard, i David Benjamin Tomlinson com a Linus el Saurià. Julianne Grossman també torna com a veu de l'ordinador de la Discovery. Els nous membres del repartiment per a la temporada inclouen Adil Hussain com a Aditya Sahil; Jake Weber com el missatger Zareh; Oded Fehr com a l'almirall Charles Vance; David Cronenberg com a Dr. Kovich; el marit de Mary Wiseman, Noah Averbach-Katz com a Ryn; Janet Kidder com a Osyraa; i Bill Irwin com a Su'Kal. Kurtzman va demanar originalment a Jones que interpretés Su'Kal a més de Saru, però l'actor va decidir no fer-ho a causa de la feina necessària per interpretar dos personatges. Quan Kurtzman va suggerir Irwin, Jones va acceptar que l'actor ho podia "aconseguir". Hannah Spear i Robert Verlaque, que anteriorment van interpretar la germana i el pare de Saru, respectivament, apareixen com la mare de Su'Kal, la Dra. Issa, i com un ancià kelpià. Fabio Tassone posa la veu a l'ordinador de la nau de Book, i el gat mascota de Book, Grudge, és interpretat per dos Maine Coon, Leeu i Durban. Paradise va dir que volien un "gat bèstia realment gran, esponjós i substancial" per interpretar Grudge, amb Leeu i Durban d’un metre de llarg i un pes de 8,2 quilos . Tenir dos gats al plató va permetre a l'equip triar quin utilitzar en funció del seu comportament.
El càsting va començar el juny de 2019 per al nou paper d'Adira, un personatge no binari descrit com "increïblement intel·ligent i segur de si mateix" amb el potencial de convertir-se en una convidada recurrent. Tot i que el personatge va ser retratat amb 16 anys a la temporada, es buscava un actor de 18 anys o més. El setembre de 2020, es va revelar que el nouvingut no binari Blu del Barrio interpretaria l'Adira, mentre que l'actor transgènere Ian Alexander va ser anunciat com a actor del paper de Gray, un personatge trill. Es deia que tots dos personatges eren els primers personatges explícitament no binaris i transgènere dins de la franquícia "Star Trek", respectivament. Els guionistes sabien des del principi del desenvolupament que volien incloure representacions no binàries i transgènere per explorar noves perspectives i històries per a "Star Trek". Van utilitzar la mitologia trill per a aquesta història perquè aquesta espècie era considerada una al·legoria per a les persones LGBTQ per molts fans de "Star Trek: La nova generació" i "Star Trek: Deep Space Nine". Els guionistes van treballar amb del Barrio, Alexander i l'organització LGBTQ GLAAD de monitorització dels mitjans de comunicació en el desenvolupament dels personatges, ja que no hi havia guionistes no binaris o transgènere treballant a la sèrie. Del Barrio volia que la història d'Adira reflectís la seva pròpia experiència, sobretot perquè del Barrio no havia sortit de l'armari a la seva família quan van començar a treballar a la sèrie. Adira va ser presentada utilitzant els pronoms "she/her", fins que del Barrio va sortir de l'armari abans de l'anunci del càsting. En aquell moment, la sortida de l'armari del personatge es va escriure a la sèrie i es van utilitzar pronoms "ells/elles".

### Disseny
La seqüència de títols d'obertura de la sèrie va ser actualitzada per l'agència creativa Prologue per incloure noves imatges de la temporada, com ara cristalls vermells de diliti, la nau de Book, les noves insígnies de la Flota Estel·lar del segle XXXII i el forat de cuc que va portar "Discovery" al futur. La temporada també presenta un nou logotip "simplificat" per reflectir el seu nou entorn. Kurtzman va considerar que això era especialment important, ja que el logotip inicial de la sèrie reflecteix la història klíngon de la primera temporada, de la qual la sèrie havia passat. La seqüència de títols inicial de "Terra Firma, Part 2" està invertida respecte a la seqüència estàndard i es mostra en negatiu per reflectir l'ambientació de l'Univers Mirall de l'episodi.
La dissenyadora de producció Tamara Deverell va deixar la sèrie després de les dues primeres temporades per treballar a la pel·lícula Nightmare Alley (2021). Va ser substituïda per Phillip Barker, que va ser suggerit a Kurtzman per les seves pel·lícules d'art experimentals tot i no tenir experiència amb la ciència-ficció. Barker era amic de Deverell i va estudiar el seu treball a les dues primeres temporades, però va poder abordar la tercera com un nou començament a causa del nou període de temps. Va començar discutint prediccions del futur, inclosa la tecnologia potencial, amb científics i artistes, i es va sentir atret per la idea d'utilitzar nanobots que poguessin reaccionar als pensaments dels usuaris per transformar-se en diferents objectes. Kurtzman va descriure això com a "matèria programable", i es va convertir en una de les noves tecnologies clau de la temporada. Barker ho va comparar amb "obrir una caixa de Pandora... on tot no era real, tot era una simulació d'una altra cosa". Kurtzman va dir que hi havia la temptació de dir "tot és possible i les lleis de la física ja no s'apliquen" a l'hora de dissenyar la tecnologia futura, però era important que la història impulsés la tecnologia i es mantingués amb els peus a terra. Això va significar crear versions evolucionades de la tecnologia existent de "Star Trek" per basar la temporada en els dissenys anteriors de la franquícia.
com ara la introducció de l'USS Voyager-J, una versió avançada de la nau estel·lar USS Voyager de Star Trek: Voyager. Altres noves naus de la Flota Estel·lar dissenyades per a la temporada inclouen: l'USS Nog de classe Eisenberg, nomenada en memòria d'Aron Eisenberg que va interpretar Nog a Star Trek: Deep Space Nine; l'USS Le Guin de classe Mars, que porta el nom de l'autora Ursula K. Le Guin; l'USS Maathai de classe Angelou, amb la classe que porta el nom de la poeta i activista Maya Angelou, mentre que la nau porta el nom de l'activista guanyadora del Premi Nobel de la Pau Wangari Maathai; l'USS Jubayr de classe Courage, que porta el nom del geògraf del segle XIII Ibn Jubayr; i l'USS Annan de classe Saturn, que porta el nom de l'exsecretari general de les Nacions Unides, Kofi Annan.
La dissenyadora de vestuari Gersha Phillips no estava segura d'on començar amb la temporada després del salt temporal al futur llunyà fins que va decidir tornar a una idea que havia tingut a la primera temporada. Phillips havia intentat crear vestits sense costures utilitzant tècniques d'unió "sense costura" com ara cola i cinta adhesiva, però els productors de la primera temporada ho havien rebutjat perquè volien veure més detalls en el vestuari. Phillips va poder utilitzar aquest enfocament per a la tercera temporada, creant uniformes "nets" per a la futura Flota Estel·lar. Els uniformes són majoritàriament grisos, amb les divisions de la Flota Estel·lar representades per una franja de color i el rang identificat per bonys a les insígnies de comunicació. Es va demanar a Phillips que s'inspirés en el personatge de Star Wars Han Solo a l'hora de dissenyar el vestuari de Book, i va crear un aspecte de "cowboy espacial" que era més orgànic que els dissenys "tecnològics" de la Flota Estel·lar i mostrava la "llibertat i autoexpressió" del personatge. La trobada de Burnham amb Book és una de les primeres vegades que porta roba que no és de la Flota Estel·lar a la sèrie, i Phillips estava interessada a mostrar més de la personalitat del personatge a la seva roba. Aquestes eleccions també es van inspirar en la roba de Book, inclòs un abric que Book li regala a principis de temporada que va ser comprat a la marca de moda búlgara Demobaza. Els cabells de Burnham són molt més llargs durant la temporada per representar el pas del temps. Després de veure Martin-Green amb els cabells trenats en un esdeveniment de catifa vermella, Kurtzman va insistir que els cabells més llargs de Burnham fossin pentinats de la mateixa manera. Martin-Green va suggerir estils alternatius, incloent-hi cabells arrissats més naturals, però ella i el cap del departament de perruqueria Ryan Reed van estar d'acord amb Kurtzman després de llegir els guions de la temporada. La versió de Burnham de l'Univers Mirall a "Terra Firma" té un pentinat més curt de "tall militar" i un maquillatge d'estil egipci que la cap del departament de maquillatge Shauna Llewellyn volia que fos l'aspecte oposat al de Burnham de l'Univers Principal. Llewellyn va intentar anar a l'"extrem amb els alter egos" per a tots els personatges de l'Univers Mirall.
Glenn Hetrick d'Alchemy Studio, que proporciona maquillatge i pròtesis especials per a la sèrie, va modificar les pròtesis Kelpien per a Jones durant la temporada, i l'equip del plató va poder aplicar-les en un temps d'entre una hora i mitja i dues hores, en comparació amb les més de tres hores anteriors. Un dels principals objectius de Hetrick durant la temporada va ser crear els personatges alienígenes orions, que es van fer amb màscares facials de silicona verda en lloc de simplement tenir "persones pintades de verd" com a les sèries anteriors de Star Trek. Tant Hetrick com el dissenyador de criatures Neville Page van assenyalar que una de les diferències entre la sèrie anterior de la franquícia i Discovery és que aquesta última està filmada en alta definició, i el públic modern espera efectes de més qualitat. Els personatges alienígenes andorians tenen antenes al cap que es podrien treure de les pròtesis si es requereix més moviment impulsat per les emocions, per facilitar que l'equip d'efectes visuals pogués afegir versions digitals. La resta de les pròtesis andorianes incloïen més formes al voltant del cap per integrar-les amb les antenes i intentar fer que els personatges semblessin més interessants. Hetrick va considerar que això s'assemblava prou a la composició més senzilla de la sèrie anterior de "Star Trek" perquè els fans encara reconeguessin els personatges com andorians, o almenys com un grup d'andorians que no s'havia vist abans.

### Rodatge
La temporada va començar a rodar-se el juliol de 2019 amb sis dies de rodatge a Islàndia. Es va escollir el país perquè els productors volien introduir el futur de Star Trek amb un lloc que fos diferent de les temporades anteriors, i perquè Kurtzman sempre havia volgut filmar-hi. Originalment, els dos primers episodis de la temporada havien de ser dirigits pel director de producció Olatunde Osunsanmi i el director freqüent de Star Trek Jonathan Frakes, respectivament, però tots dos episodis requerien un rodatge a Islàndia. Finalment, Osunsanmi va dirigir tots dos, començant amb un rodatge combinat a Islàndia, i amb Frakes dirigint el tercer episodi. Glen Keenan va tornar de la segona temporada com a director principal de fotografia de la tercera, inclòs el director de fotografia dels dos primers episodis. Les localitzacions de rodatge a Islàndia van incloure el volcà Hverfell, la cascada Goðafoss, el llac Kleifarvatn i el Llac Blau. La sèrie va aprofitar el programa de retorn de la Comissió Cinematogràfica d'Islàndia, que reemborsa el 25% dels despeses de producció gastades al país, rebent uns 421.480 dòlars.
El rodatge de la resta de la temporada va començar als Pinewood Toronto Studios de Toronto, el 18 de juliol, sota el títol provisional Green Harvest. Cada episodi trigava de 10 a 12 dies a filmar-se de mitjana. Frakes va descriure l'estil de direcció de la sèrie com a "rodar per emocionar", i els directors episòdics van ser animats a crear plans "fabulosos, complexos i complicats" a més de la "cobertura" bàsica que els directors de televisió han de filmar. No obstant això, va dir que això es va suavitzar per a la tercera temporada en comparació amb les dues anteriors. A més de Keenan, Crescenzo Notarile també va ser director de fotografia durant la temporada després de treballar amb Osunsanmi a la sèrie Gotham. Inicialment, Notarile no volia "cambiar les coses" canviant l'estil establert de la sèrie, que utilitzava càmeres Arri Alexa SXT i lents Special Flare Format anamòrfic/i de Cooke Optics. La temporada sovint utilitzava fins a quatre càmeres alhora, cosa que dificultava que els directors de fotografia il·luminessin les escenes, però Notarile va sentir que el resultat ho compensava sent "molt visceral". Les càmeres es trobaven principalment en muntures de steadicam, una tecnocrane o un carro de dolly, i sovint utilitzaven angle holandès, que creaven un estil de moviment i flotació que els directors de fotografia creien que es sentiria "Trekià". Els decorats de Barker estaven dissenyats específicament per funcionar amb el format de pantalla ampla de les lents anamòrfiques. Notarile aviat va tenir la confiança que podia portar l'estil de la sèrie més enllà amb diferents efectes a la càmera, com ara afegir filtres i prismes, utilitzar "agitadors d'imatges" per afegir efectes de tremolor a la càmera de manera segura i il·luminar amb una llanterna vidres de diferents colors per distorsionar la imatge. Alguns dels filtres que va utilitzar van ser creats específicament per a la temporada per l'empresa d'òptica Schneider Kreuznach per donar a Notarile més control sobre el reflex intern de les lents. El conjunt del pont "Discovery" estava il·luminat amb 5000 LED que els directors de fotografia podien controlar, inclòs canviar el seu color per quan la nau entra en mode d'alerta. Es van requerir diferents tècniques d'il·luminació per als actors que portaven pròtesis i maquillatge: es necessitava llum suau des d'un angle baix perquè les pròtesis Saru de Jones poguessin veure els seus ulls, mentre que Kidder va ser sobreexposada per deixar que el seu maquillatge verd "brillés i esborrés les imperfeccions".
Jon Dudkowski, un dels editors de la sèrie, va fer el seu debut com a director amb l'episodi "Unification III". El rodatge d'una colònia minera va tenir lloc a la planta d'acer Stelco a Hamilton (Ontario), mentre que el planeta on apareix el Guardià de l'Etern es va filmar en una pedrera d'Ontario. El desembre de 2019, el rodatge va tenir lloc a la Penitenciaria de Kingston en desús a Kingston (Ontario), per retratar part de l'entorn hologràfic on viu Su'Kal. Jones va pregravar el Kelpià de Saru cantant per a aquestes escenes i va sincronitzar els versos al plató. El rodatge va finalitzar oficialment a Toronto el 24 de febrer de 2020, 10 dies abans que comencessin els confinaments a causa de la pandèmia de la COVID-19.

### Postproducció
Kadin va declarar el gener de 2020 que la temporada hauria d'estar a punt aquell maig. A finals de març, la feina de postproducció de la temporada, incloent-hi l'edició, els efectes visuals i la banda sonora, es va dur a terme de forma remota a causa de la pandèmia de la COVID-19. Jon Dudkowski va compartir les tasques d'edició de la temporada amb Scott Gamzon i Andrew Coutts. El seu flux de treball va implicar la recopilació de metratge després de cada dia de rodatge, treballar en cada episodi amb el seu director durant quatre dies i després finalitzar els episodis amb els productors creadors. Durant la postproducció, Kurtzman va portar el compositor i editor de pel·lícules John Ottman a la sèrie per supervisar els editors i ajudar a donar forma als episodis; Ottman ja s'havia acostat prèviament a Kurtzman sobre l'oportunitat de treballar a "Star Trek" com a gran fan de la franquícia. Al juliol, Paradise va dir que l'equip estava "treballant sense parar" per completar la postproducció, però que estava trigant més que les temporades anteriors a causa de la pandèmia. Els editors, mescladors i correctors de color van treballar des de casa seva, amb Kurtzman i Paradise supervisant a través de Zoom. Okrand va entrenar els actors a través de Skype sobre com parlar idiomes alienígenes per a la gravació de diàlegs addicionals. La temporada estava programada per estrenar-se a l'octubre de 2020, després del final de temporada de Star Trek: Lower Decks, i Kurtzman va explicar que el debut es va retardar fins després de Lower Decks. s'havia estrenat a causa de la quantitat de temps que va trigar la postproducció de "Discovery" durant la pandèmia. Al final de la postproducció, els productors van afegir una cita al final de la temporada del creador de "Star Trek", Gene Roddenberry, sobre les connexions. Paradise va dir que "semblava apropiat tenir alguna cosa d'ell" a causa dels temes de connexió de la temporada, així com dels efectes de la pandèmia quan s'estrenava la temporada.

### Efectes visuals
"Star Trek: Discovery" va ser la primera sèrie amb molts efectes visuals que va passar per la postproducció durant la pandèmia. Kurtzman i Paradise van revisar les preses d'efectes visuals de forma remota diverses vegades per setmana amb el supervisor d'efectes visuals Jason Zimmerman. Els plans d'efectes visuals per a cada episodi de "Discovery" solen trigar entre vuit i deu mesos a completar-se, i això va trigar més per a la tercera temporada durant la pandèmia. La temporada va tenir aproximadament entre 3.500 i 5.000 plans d'efectes visuals. Els proveïdors d'efectes visuals foren Pixomondo, Ghost VFX, Mackevision, Crafty Apes, DNEG, The Mill i FX3X, així com l'equip intern de Zimmerman a CBS Studios.
Com que la producció no va poder dur a terme fotografies addicionals per filmar plans pick-up amb els actors durant el confinament, es van utilitzar efectes visuals per complir aquests requisits. Es van crear plans completament generats per ordinador amb dobles digitals dels actors basats en escanejos existents. Els actors van filmar actuacions de captura de moviments a les seves cases, que després es van utilitzar per impulsar les actuacions dels dobles. La temporada va requerir més treball ambiental i extensions del plató que les dues anteriors, inclosa la creació d'hologrames complexos per augmentar els decorats. Quan es veuen personatges parlant a través d'un holograma, normalment es filmaven tots dos actors junts al plató i després s'utilitzava una placa neta del plató sense els actors per afegir transparència. Els entorns totalment digitals incloïen el futurista San Francisco quan la "Discovery" visita la Terra i el món natal boscós dels Trills. En aquest últim planeta, l'Adira entra en un entorn oníric que va ser creat digitalment per Mackevision. L'empresa va animar circells en 3D a l'escena i va utilitzar un doble digital de del Barrio per a la transició a l'entorn.
En afegir efectes visuals als entorns dels dos primers episodis, Zimmerman es va assegurar de mantenir la "veritable meravella" de les imatges de la ubicació d'Islàndia. El gel paràsit del segon episodi es va crear amb una simulació de partícules de Pixomondo, que va crear 570 imatges per a la temporada. L'empresa havia de fer coincidir el seu gel digital amb la glacera real d'Islàndia. L'efecte dels tentacles formant gel al voltant de "Discovery" va ser difícil perquè es va fer a prop del final del calendari de producció de Pixomondo, quan les restriccions de temps limitaven el que es podia fer. Finalment, va requerir animació manual per completar-se en lloc de simulacions.
Descrivint el nou escenari de la temporada com una "espasa de doble tall", Zimmerman va explicar que ja no havien de treballar dins dels límits de la continuïtat establerta, però que tots els nous efectes encara serien examinats pels fans. La discussió va començar aviat sobre com s'hauria de representar l'efecte clàssic del transportador de "Star Trek" en aquest període temporal, i Crafty Apes van crear entre 10 i 15 versions diferents de com podria ser el nou efecte. L'estil escollit és molt més ràpid que en sèries anteriors per mostrar un avenç en la tecnologia. L'efecte del personatge de "Die Trying" que va patir un accident de transportador va ser creat per Ghost VFX. Altres efectes nous inclouen matèria programable i el fet que moltes cadires i consoles suren. Pixomondo va treballar en l'aspecte de la matèria programable i, inicialment, va poder simular-la basant-se en els moviments de les mans de Book a la consola de la seva nau.
Zimmerman va elogiar el departament d'art de la sèrie pels diferents dissenys de naus estel·lars que van produir per a la temporada, assenyalant que eren molt diferents del que s'havia vist anteriorment. Pizomondo va crear la seqüència on "Discovery" arriba a la seu de la Flota Estel·lar, on s'introdueixen 15 noves naus de la Flota Estel·lar. L'entorn de la seu és un "camp de força de bombolles generat per una estació espacial amb aspecte de llevataps" al seu centre, i Pixomondo havia de rastrejar on eren totes les naus espacials dins de l'entorn perquè les correctes sempre fossin visibles per a cada presa. Moltes de les naus més grans es veuen movent-se lentament per ajudar a transmetre la seva mida. Pixomondo també va desenvolupar algunes de les naus espacials que no són de la Flota Estel·lar, com ara la nau correu més petita de Book. El repte més gran amb aquesta nau era el fet que es pot desfer i reformar, i l'equip d'efectes visuals intenta crear maneres lògiques perquè això passi. A l'estrena de la temporada, la nau de Book és perseguida a través d'un camp de runes per una altra nau correu que Pixomondo també va crear. Algunes de les runes utilitzaven models digitals reciclats de les temporades anteriors, però altres elements s'havien de crear nous per a l'episodi. El model del «Discovery» també es va reutilitzar de temporades anteriors, però es va actualitzar per utilitzar material programable després d'uns quants episodis. Pixomondo va desenvolupar un nou procés per als efectes de pantalla de la temporada, que es van crear a les temporades anteriors amb animació 2D. Per al model actualitzat de Discovery i futures naus com la de Book, es van animar elements 3D complets i es van afegir a les imatges.
La temporada va tenir més treball de criatures digitals que les temporades anteriors, inclòs el cuc de trànsit de l'episodi principal, sobrenomenat "Molly", que va ser dissenyat per Neville Page. Ghost VFX va crear el cuc, que es va afegir a les imatges del rodatge d'Islàndia. Ghost també va ser el proveïdor principal de "Su'Kal", contribuint amb 130 imatges d'efectes a l'episodi i gairebé 500 per a la temporada. "Su'Kal" requeria un entorn digital per a la simulació hologràfica en què viu el personatge principal, així com treball de criatures digitals per al monstre semblant a un espectre que l'assetja. Hi havia hagut una versió física del criatura al plató que sempre s'havia d'augmentar amb efectes visuals, però l'equip va experimentar amb diferents enfocaments que anaven des de petits ajustaments fins a la substitució completa de l'actor per una versió digital. Els productors van triar una solució on intentarien mantenir l'actuació al plató però substituir l'actor pel disseny digital "més genial i complex". Això els va donar la llibertat de desenvolupar la criatura i els diferents plans segons calgués. El disseny de la criatura havia de ser aterridor, però també calia que expressés emocions en certs moments de la història. El sistema muscular i esquelètic subjacent es va impulsar mitjançant la captura de moviment, amb simulacions de partícules i tela superposades a la part superior que pretenien que semblés que la criatura estava sota l'aigua. Per a una escena on l'estat d'ànim de la criatura canvia d'enfadat a calma, es va augmentar la configuració de "turbulència" de la simulació per fer que la tela i les partícules "aletegessin", abans de reduir-la quan la criatura està tranquil·la per fer que la tela sembli ingràvida com si estigués en aigua tranquil·la. Es va utilitzar la captura de rendiment per a les expressions facials de la criatura, que després van ser perfeccionades pels artistes d'efectes visuals, i Zimmerman va dir que era rar que la sèrie presentés aquest nivell de treball de criatura matisat i basat en efectes visuals. Crafty Apes i DNEG també van contribuir a "Su'Kal", i aquest últim va crear l'entorn digital Verubin Nebula.

### Música
A finals de gener de 2020, el compositor Jeff Russo havia escrit música pregravada per a la temporada per utilitzar-la a l'escena on Gray toca el violoncel per a Adira. Aquesta música s'escolta durant tota la temporada. Russo encara no havia vist cap dels episodis complets quan va compondre la música per a violoncel. Anava "a tota velocitat" component música per als primers cinc episodis a l'abril de 2020, treballant de forma remota a causa de la pandèmia de la COVID-19. La seva intenció era gravar les partitures amb una orquestra més tard, un cop fos segur fer-ho. Un mes després, Russo havia començat a gravar músics individuals de forma remota des de casa seva. L'enginyer de gravació Michael Perfitt va combinar les diferents gravacions per fer que sonessin com si els músics haguessin estat gravats junts en una fase de composició de la partitura, i Russo va sentir que el resultat no seria de menor qualitat en comparació amb les seves partitures de les temporades anteriors.
Russo va dir que el seu enfocament de la música de la temporada no es va veure afectat pel salt temporal entre temporades, afirmant que encara sonava com "Discovery" malgrat els nous motius que va escriure per a nous personatges (inclòs el gat Grudge) i ubicacions. Sí que va afirmar que la temporada faria menys referències a la música original de "Star Trek" d'Alexander Courage i que, en canvi, faria més referències a la música pròpia de Russo durant les dues primeres temporades de "Discovery". Per exemple, Russo va recuperar la seva música de l'Univers Mirall de la primera temporada per a la història de Georgiou. El tema de Courage es toca durant els crèdits finals de la temporada, cosa que Paradise va dir que era una manera d'"honorar el que va donar lloc a tot això", mentre que Russo també va fer referència al tema principal de Jerry Goldsmith de Star Trek: Voyager quan apareix l'USS Voyager-J. L'"Òpera Andoriana" que interpreta Aurellio cap al final de la temporada va ser cantada per Ayana Haviv. Un àlbum de la banda sonora de la temporada va ser publicat digitalment per Lakeshore Records el 16 d'abril de 2021. Tota la música està composta per Jeff Russo:
| 1.            | «Burnham Crash Lands»                         | 1:58    |
| 2.            | «Book's Ship / Hello Grudge»                  | 3:16    |
| 3.            | «Federation Is Gone»                          | 3:26    |
| 4.            | «Sanctuary»                                   | 1:46    |
| 5.            | «Meeting Zareh»                               | 3:38    |
| 6.            | «Georgiou and Zareh»                          | 3:12    |
| 7.            | «It's You, Saru»                              | 1:48    |
| 8.            | «Grow Through Change»                         | 3:38    |
| 9.            | «Starfleet Academy»                           | 1:49    |
| 10.           | «Hugh's Log»                                  | 2:15    |
| 11.           | «Entering the Pool»                           | 2:06    |
| 12.           | «Adira Accepted»                              | 2:26    |
| 13.           | «Gray and Adira's Melody (Discovery Lullaby)» | 1:06    |
| 14.           | «Federation HQ»                               | 3:52    |
| 15.           | «Barzan Family»                               | 1:37    |
| 16.           | «Cryo Tombs / Attis Attacks»                  | 2:25    |
| 17.           | «Leaving Nhan»                                | 2:15    |
| 18.           | «Reunited With Book»                          | 2:53    |
| 19.           | «The Escape»                                  | 5:15    |
| 20.           | «Osyraa Wants Ryn»                            | 3:25    |
| 21.           | «Kyheem and Osyraa»                           | 2:21    |
| 22.           | «Work Together»                               | 2:45    |
| 23.           | «Duet for Cello and Piano»                    | 1:32    |
| 24.           | «Terran Stories»                              | 1:39    |
| 25.           | «The Charon»                                  | 1:22    |
| 26.           | «Fireflies»                                   | 3:06    |
| 27.           | «Killing Traitors»                            | 1:57    |
| 28.           | «The Guardian»                                | 1:54    |
| 29.           | «Georgiou Goodbye»                            | 6:22    |
| 30.           | «Meeting Survivor»                            | 2:43    |
| 31.           | «Andorian Opera»                              | 3:31    |
| 32.           | «Michael's Win»                               | 2:29    |
| 33.           | «Michael to the Rescue»                       | 1:40    |
| 34.           | «Sending Stamets to HQ»                       | 1:45    |
| 35.           | «Dots Will Help»                              | 1:36    |
| 36.           | «Deliver the Bomb»                            | 5:48    |
| 37.           | «Resetting the Datacore»                      | 2:40    |
| 38.           | «Book Jumps»                                  | 1:14    |
| 39.           | «Reuniting the Federation»                    | 2:16    |
| 40.           | «Captain Burnham»                             | 4:28    |
| Durada total: | Durada total:                                 | 1:47:00 |

## Màrqueting

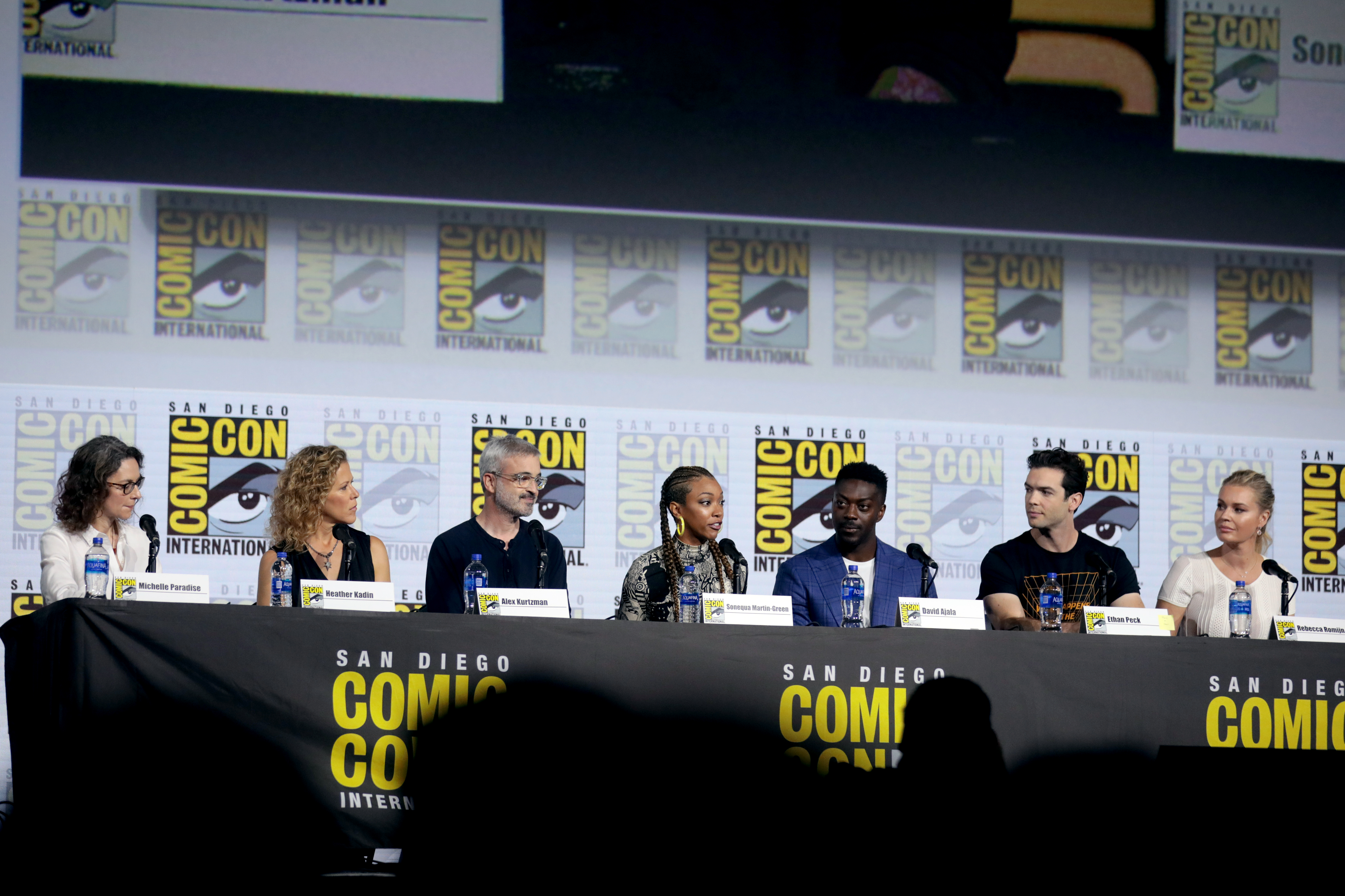
Panell de Star Trek: Discovery a la San Diego Comic-Con de 2019

La sèrie es va promocionar a la San Diego Comic-Con de 2019 en un panell sobre "Univers de Star Trek" juntament amb altres sèries de la franquícia. El panell va comptar amb Kurtzman, Paradise i Martin-Green, i va presentar Ajala. La Comic-Con també va tenir una "experiència immersiva de transport" que va permetre als fans "pujar a bord de l'USS Discovery i viatjar a terres estranyes i llunyanes". El repartiment i l'equip van promocionar la temporada en altres panels de l'Univers Star Trek a la New York Comic Con i el PaleyFest de Nova York a l'octubre, amb un tràiler revelat al panell de la New York Comic Con. Diversos comentaristes van qüestionar si la Flota Estel·lar encara existia a l'univers basant-se en els diàlegs del tràiler. El repartiment i l'equip van promocionar Discovery en un panell virtual de l'Univers Star Trek per a la convenció Comic-Con@Home de 2020, amb una taula de lectura del primer acte del final de la segona temporada i un debat sobre la tercera temporada. La transmissió en directe de l'esdeveniment es va interrompre durant uns 20 minuts quan el sistema de protecció de contingut de la CBS la va bloquejar per infracció dels drets d'autor.
La data d'estrena de la temporada es va anunciar poc després de la Comic-Con@Home i va anar acompanyada d'un breu avançament que mostrava Burnham plantant la bandera de la Federació en un nou planeta. A això va seguir un tràiler que celebrava les "23 setmanes de New Trek" i amb imatges d'ambdós. la tercera temporada de Discovery i la primera temporada de Lower Decks; les 23 setmanes inclouen ambdues sèries, Lower Decks es va estrenar el 6 d'agost i durant 10 setmanes, seguida la setmana següent per l'estrena de Discovery que després va durar 13 setmanes. El 8 de setembre, CBS All Access va emetre en streaming un esdeveniment gratuït de 24 hores per celebrar el 54è aniversari de l'estrena de la Sèrie Original. L'esdeveniment va incloure una marató d'episodis de tota la franquícia Star Trek, amb una pausa durant el dia per a una sèrie de debats sobre diferents sèries. Aquests van incloure un debat sobre Discovery amb Martin-Green, Ajala, Kurtzman i Paradise, que van estrenar un tràiler complet de la temporada revelant que es tractava de tornar l'esperança a la Federació en un futur incert. També es va publicar el nou logotip de la sèrie i el pòster artístic principal de la temporada. Una altra taula rodona virtual de l'Univers «Star Trek» es va celebrar per a la Comic-Con de Nova York de 2020 una setmana abans de l'estrena de la temporada. El repartiment i l'equip van parlar de la temporada i van revelar l'escena inicial de l'estrena. Al novembre, ViacomCBS va anunciar que donaria tots els ingressos d'una nova línia de marxandatge amb temàtica «Discovery» a GLAAD, per donar suport al «treball de canvi cultural de l'organització per accelerar l'acceptació de les persones LGBTQ».

## Llançament

### Transmissió en streaming i emissió
La temporada es va estrenar a CBS All Access als Estats Units el 15 d'octubre de 2020, i es va enetre setmanalment durant 13 episodis fins al 7 de gener de 2021. Bell Media va emetre la temporada al Canadà a CTV Sci-Fi Channel (anglès) i Z (francès) el mateix dia que als Estats Units, abans de retransmetre episodis en streaming a Crave. Netflix va publicar cada episodi per a la seva transmissió en streaming en 188 països més en un termini de 24 hores després del seu debut als Estats Units. El setembre de 2020, ViacomCBS va anunciar que CBS All Access s'ampliaria i canviaria el nom a Paramount+ el març de 2021. Els episodis existents de la temporada van romandre a Paramount+ juntament amb les futures temporades de la sèrie. El novembre de 2021, ViacomCBS va anunciar que havia recomprat els drets de transmissió internacional de "Discovery" a Netflix amb efecte immediat. L'agost de 2023, el contingut de "Star Trek" es va eliminar de Crave i la temporada va començar a transmetre's en streaming a Paramount+ al Canadà. Continuaria emetent-se a CTV Sci-Fi i estaria disponible a CTV.ca i a l'aplicació CTV.

### Mitjans domèstics
La temporada es va publicar en format DVD, Blu-Ray i Steelbook d'edició limitada als Estats Units el 20 de juliol de 2021. El llançament inclou més de dues hores de contingut extra, incloent-hi escenes eliminades, un resum de bromes i reportatges sobre la creació de la temporada, el rodatge a Islàndia, les acrobàcies, l'equip del pont, el desenvolupament del personatge de Michael Burnham i el diagnòstic d'ELA de Kenneth Mitchell i el seu paper a la temporada. El 2 de novembre de 2021 es va publicar una caixa multimèdia domèstica que recopilava les tres primeres temporades de "Discovery", amb més de vuit hores de contingut especial, incloent-hi reportatges sobre el rodatge, escenes eliminades i ampliades, comentaris d'àudio i resums de preses falses.

## Recepció

### Espectadors
L'empresa d'anàlisi de la demanda d'audiència Parrot Analytics estima l'audiència de streaming basant-se en les "expressions de demanda" globals, amb el "desig, la participació i l'audiència ponderats per importància". Un mes després de l'estrena de la temporada, l'empresa va dir que la demanda de la sèrie havia "augmentat" fins a ser 36,1 vegades més demandada que la mitjana de les sèries dels Estats Units. Travis Clark de Business Insider va dir que Star Trek: Discovery era sens dubte la sèrie original més popular de CBS All Access, i les dades de Parrot la van situar en tercer lloc a la seva llista setmanal de les sèries de streaming més demandades per a la setmana que va començar el 9 de novembre. La sèrie va romandre a la llista de les nou sèries de streaming més demandades de Parrot per a cada setmana fins a la que va començar el 21 de desembre, i va tornar a la llista dues setmanes més tard (la setmana que va començar el 4 de gener de 2021) quan es va publicar el final de temporada, moment en què Parrot va calcular que la sèrie tenia 33,4 vegades més demanda que la sèrie mitjana dels Estats Units. A la llista de la companyia de les 20 sèries de streaming més demandades del 2020, Discovery va ocupar el lloc 12 i va ser 25,7 vegades més demandada que la sèrie mitjana dels Estats Units. Va ser la sèrie All Access de CBS amb la millor classificació de l'any, i l'única altra sèrie All Access de la llista va ser la primera temporada de Star Trek: Picard (en el lloc 14).

### Resposta de la crítica
El lloc web agregador de ressenyes Rotten Tomatoes va informar d'una taxa d'aprovació del 91% per a la tercera temporada, amb una puntuació mitjana de 7,7/10 basada en 35 ressenyes. El consens crític del lloc web diu: "Amb menys bagatge canònic i una dosi benvinguda de desenvolupament de personatges, Discovery continua forjant el seu propi camí i narrativament és molt millor gràcies a això". Metacritic, que utilitza una mitjana ponderada, va assignar una puntuació de 75 sobre 100 basada en les crítiques de 8 crítics, cosa que indica crítiques "generalment favorables".
Monita Mohan, repassant la temporada de Collider, va dir que un salt temporal dins d'una sèrie pot ser controvertit, però va funcionar a favor de Discovery; el canvi d'escenari va rebre elogis de molts crítics. Scott Collura a IGN la va descriure com una reinvenció i va considerar que probablement era on hauria d'haver començat la primera temporada de la sèrie, creant una "declaració de missió" que considerava que la sèrie sempre havia faltat. Alexis Gunderson de Paste va estar d'acord que la sèrie "finalment havia trobat la història que havia de contar", amb el salt en el temps que configura la temporada com la millor de la sèrie fins ara amb un enfocament en els "ideals més purs de la Federació", com ara la importància de la connexió, la diplomàcia i l'esperança. Daniel Schroeder a Slate va dir que la separació de la temporada dels elements bàsics de la franquícia era com veure "Star Trek: Voyager 2.0" i va ser "satisfactòriament Trek", mentre que Richard Edwards de GamesRadar+ va considerar que la temporada va ser un allunyament encara més agosarat de la franquícia que Voyager, deixant enrere tants elements recognoscibles de Star Trek que realment sembla un nou començament. James Whitbrook de Gizmodo va trobar irònic que calgués anar tan lluny en el futur perquè la sèrie s'assemblés més a La sèrie original, una cosa amb la qual Jamie Lovett de ComicBook.com va estar d'acord, dient que l'ambientació era un retorn a les "arrels" de La sèrie original, i feia que la galàxia de Star Trek semblés més gran i perillosa que abans. Va dir que aquesta era la temporada més segura pel que fa a la narrativa, amb un propòsit i una missió clars per als personatges. Kayti Burt de Den of Geek va elogiar la mesura per donar a la sèrie un "reinici narratiu molt necessari" tot mantenint els personatges de les temporades anteriors, i Matt Roush de TV Insider va sentir que el nou escenari havia animat tota la franquícia. Devon Maloney de Vulture va dir que la temporada ara tindria èxit o fracassaria pels seus propis mèrits. Craig Elvy de Screen Rant va sentir que havia aprofitat al màxim el nou escenari "delectant-se amb la llibertat d'una nova línia de temps, capaç d'introduir planetes, personatges i històries sense preocupar-se de si contradirà alguna cosa que Spock va dir a la dècada del 1960". Escrivint per a The Verge, Joshua Rivera va dir que el reinici de la temporada atrauria tant els fans de la sèrie com els nous espectadors.

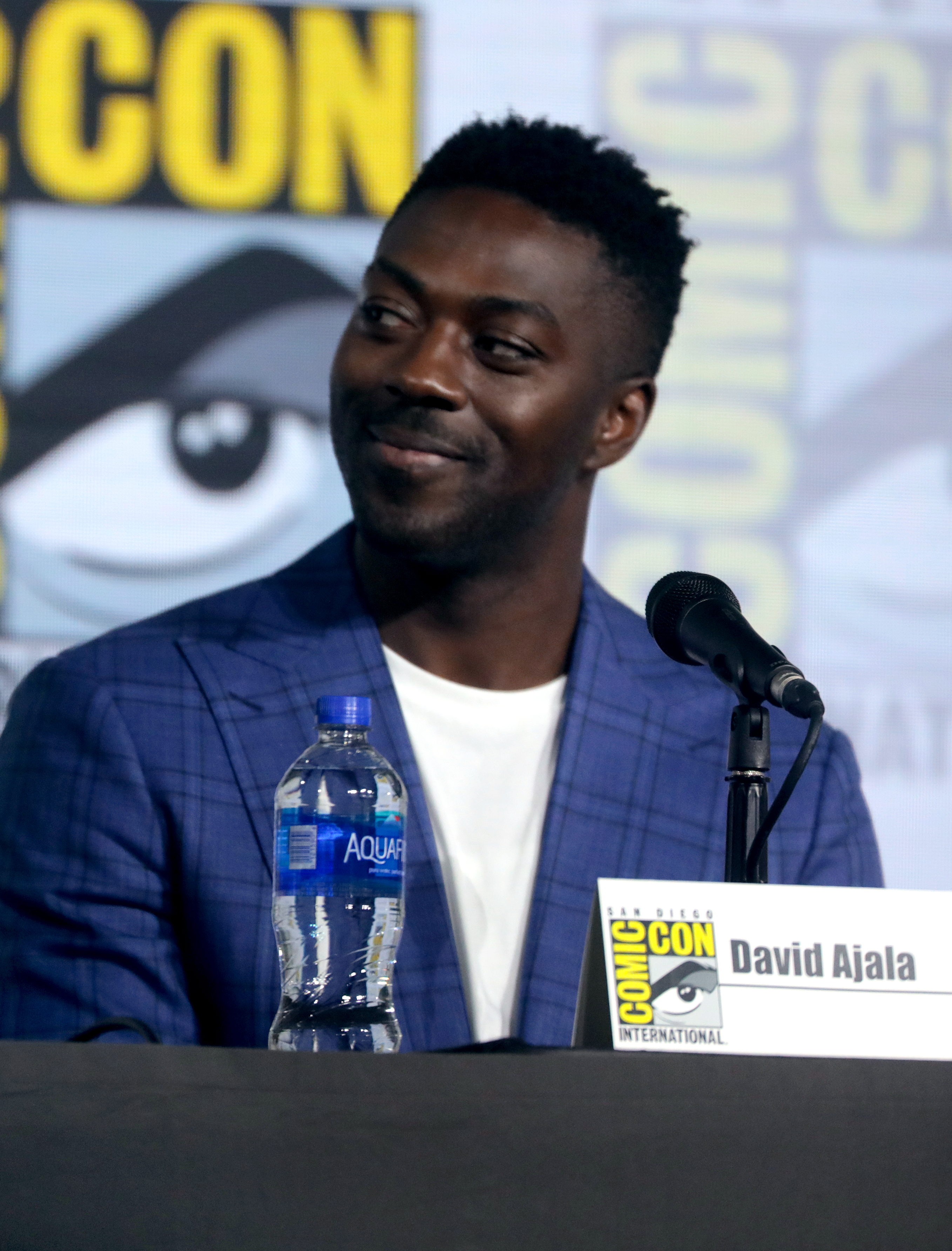
David Ajala va ser un dels nous membres del repartiment que va rebre elogis de la crítica, que va comparar el seu personatge amb Han Solo de Star Wars.

Alex Zalben de Decider va dir que els personatges brillen i mantenen la temporada unida, amb tot el conjunt "tocant el seu ritme". Gavia Baker-Whitelaw de The Daily Dot va considerar que la sèrie tenia un dels millors repartiments de la franquícia, i Katie Cox a Ars Technica va dir que el repartiment va vendre la història de la temporada. Lacy Baugher de Den of Geek va sentir que el repartiment principal "va cohesionar" durant la temporada d'una manera que no ho havien fet abans, atribuint-ho a les seves experiències compartides en traslladar-se al futur, mentre que Elvy va dir que passar més temps amb l'equip del pont els feia més interessants. També va elogiar els nous membres del repartiment, amb les presentacions d'Ajala, del Barrio i Alexander en particular, que van ser elogiades per molts crítics. Samantha Nelson de Polygon va sentir que l'Adira i el Gray es van convertir en complements de la relació entre Stamets i Culber, però va dir que hi havia potencial per a una història més significativa amb la parella a la propera temporada, mentre que Maloney va sentir que la història de Adira i Gray era el punt culminant de la temporada, dient: "Si alguna història requereix el tractament característic de Feelings™ de Discovery, és la que tracta sobre nens fantasmes perduts i solitaris que troben una família". Zalben i Cox van elogiar el paper de Saru, i Cox destaca específicament la capacitat de Jones per interpretar Saru a través de les pròtesis. Martin-Green va rebre elogis de molts crítics per la seva actuació, però Zack Handlen a The A.V. Club va criticar el fet que la sèrie continués girant al voltant de Burnham, i tant Nelson com Maloney van sentir que Saru havia estat marginat per la temporada per permetre el desenvolupament del personatge de Burnham. Baugher va dir que hi havia una sensació d'inevitabilitat pel que fa a Burnham convertint-se en capità de la Discovery, i Edwards va dir que tota la sèrie s'havia anat construint fins a aquell moment. Va criticar el fet que Burnham es converteixi efectivament en una superheroïna per salvar la situació gairebé pel seu compte, amb l'ajuda d'un deus ex machina final. Maloney va dir que volia celebrar l'ascens de Burnham a capitana, però va sentir que va passar sense que ella creixés com a personatge ni aprengués dels seus errors. En canvi, Elvy va dir que Burnham s'havia convertit en una millor protagonista al final de la temporada, conservant el seu costat rebel alhora que es tornava més vulnerable i accessible al públic.
Christian Blauvelt dIndieWire i Burt van dir que la temporada va ser la més atractiva de la sèrie, especialment lloant la feina d'Osunsanmi i les localitzacions d'Islàndia per als dos primers episodis, i Blauvelt va sentir que podria ser la més atractiva de la franquícia en conjunt. Matthew Carey Salyer, escrivint per a Forbes, va comparar el nou disseny de producció amb Blade Runner, mentre que diversos crítics van fer comparacions amb Star Wars. Sam Thielman de The Guardian va ser positiu sobre això, destacant la diversió que afegeixen les "traïcions, tirotejos i naus espacials destartalades" a l'estil de Star Wars a la temporada. Diversos crítics van comparar Book amb el personatge de Star Wars Han Solo, mentre que Edwards va sentir que els personatges alienígenes s'assemblaven més a alienígenes de Star Wars que als de Star Trek. Cox va ser més crítica, descrivint l'escenari com una versió "xarxa segura" de la franquícia Mad Max. Baker-Whitelaw no creia que el disseny fos prou avançat per ser realment 900 anys més enllà de l'escenari de les dues primeres temporades. Va sentir que la representació inicial d'una "una ciutat cyberpunk genèrica amb hologrames de neó i vestits de cuir negre" encaixaria dins de "Star Trek: Picard". Collura va criticar la Cadena Maragda com a vilans poc interessants de la temporada. Elvy va estar d'acord que no passarien a ser personatges clàssics, però va sentir que permetien que la temporada explorés històries més episòdiques que si tingués un vilà més imponent.
Els crítics van discutir els paral·lelismes de la temporada amb el món real, una cosa que Lovett va dir que feien totes les millors sèries de "Star Trek". Va comparar la manca de diliti amb la disminució del subministrament de combustibles fòssils al món modern. Collura va dir que era un "anàleg lleugerament velat del nostre propi estat de ser", mentre que Salyer va dir que la temporada era un "reflex sorprenent del nostre aïllament social comú durant l'últim any". Burt va dir que «Star Trek» dóna esperança que els problemes del món real es puguin resoldre i això va ser especialment benvingut durant la pandèmia de la COVID-19 i les eleccions presidencials dels Estats Units del 2020. Maloney hi va estar d'acord, afirmant: «No és per ser dramàtic, però el món realment necessita que «Star Trek» sigui genial ara mateix». Thielman va dir que la temporada va ser la més reflexiva de la sèrie fins ara, i Melanie McFarland de «Salon» va considerar que mostrava com seguir endavant després de l'adversitat, cosa que era apropiada després de les eleccions presidencials dels Estats Units del 2016. Collura va dir que el secret darrere de la Cremada era el dolor d'un nen, igual que Edwards, que va pensar que era un gir «Trek clàssic»". Els autors i comentaristes Tom Fitzgerald i Lorenzo Márquez van sentir que la sèrie entenia de què tractava Star Trek més del que alguns dels seus detractors li van donar crèdit, però van criticar el seu enfocament continu en personatges emocionals per sobre de la ciència, la diplomàcia i la resolució de problemes. Handlen també va criticar la dependència de la sèrie en moments emocionals i va sentir que la temporada era "pràcticament la mateixa sèrie que vam deixar enrere a la segona temporada, per bé i per mal". Diversos crítics van sentir que els conflictes de la temporada van rebre solucions massa fàcils. Tant Pat Brown de Slant Magazine com Cox la van criticar per prendre les opcions "segures", i Brown va dir que seria més en l'esperit de Star Trek deixar la Federació que intentar restaurar-la. Baker-Whitelaw va criticar els "temes polítics monotònics" i la seva representació com un "arc tediós de tota la temporada sobre salvar la galàxia", mentre que Collura va qüestionar el que la temporada realment va revelar sobre la pèrdua d'esperança i va declarar: "Ara mateix les coses semblen pitjors que mai al món real, mentre que tots els problemes de Discovery es van resoldre en 13 episodis sencers". Nelson va dir que els guionistes havien introduït trames i idees complexes i després les havien embolicat amb una "simplicitat que feia sentir-se bé", soscavant l'exploració d'idees clau com l'escassetat de recursos, el colonialisme, el trauma, les càrregues del lideratge i la identitat de gènere. En canvi, Whitbrook va dir que el tema de l'esperança era un "nucli brillant i coherent" durant tota la temporada, una cosa que a les dues primeres temporades els faltava en la seva opinió, i va elogiar com els personatges van ser recompensats al final de la temporada per tenir esperança. Va dir que això demostrava que les encarnacions modernes de "Star Trek" encara podien tenir el "nucli simple i optimista" de les primeres iteracions de la franquícia. Baugher també va sentir que la temporada va afirmar els seus missatges centrals al final.

### Reconeixements
La temporada és una de les 117 sèries de televisió que van rebre el ReFrame Stamp per als anys 2020 a 2021. El segell és atorgat per la coalició per a l'equitat de gènere ReFrame com a "marca de distinció" per a projectes de cinema i televisió que han demostrat tenir una contractació equilibrada de gènere, amb segells atorgats a projectes que contracten persones que s'identifiquen com a dones, especialment dones de color, en quatre de les vuit àrees crítiques de la seva producció.
| Any  | Premi                                   | Categoria                                                                   | Destinatari | Resultat  | Ref.            |
| ---- | --------------------------------------- | --------------------------------------------------------------------------- | --- | --------- | --------------- |
| 2021 | Superpremis Critics' Choice             | Millor sèrie de ciència-ficció/fantasia                                     | Star Trek: Discovery | Nominat   | [ 156 ] [ 157 ] |
| 2021 | Superpremis Critics' Choice             | Millor actriu en una sèrie de ciència-ficció/fantasia                       | Sonequa Martin-Green | Nominat   | [ 156 ] [ 157 ] |
| 2021 | Directors Guild of Canada               | Millor disseny de producció – Sèrie dramàtica                               | Phillip Barker (per "That Hope Is You, Part 1") | Nominat   | [ 158 ]         |
| 2021 | Premis Dragon                           | Millor sèrie de televisió de ciència-ficció o fantasia                      | Star Trek: Discovery | Nominat   | [ 159 ]         |
| 2021 | Premis GLAAD Media                      | Sèrie dramàtica destacada                                                   | Star Trek: Discovery | Guanyador | [ 160 ]         |
| 2021 | Premis Golden Reel                      | Assoliment Destacat en Edició de So - Format Llarg Episòdic - Efectes/Foley | Matthew E. Taylor, Tim Farrell, Harry Cohen, Michael Schapiro, Clay Weber, Darrin Mann, Alyson Dee Moore, i Chris Moriana (per "That Hope Is You, Part 1")                       | Nominat   | [ 161 ] [ 162 ] |
| 2021 | Premis Hollywood Music in Media         | Millor banda sonora original en programa de televisió                       | Jeff Russo | Nominat   | [ 163 ] [ 164 ] |
| 2021 | Premis Emmy d'Arts Creatives Primetime  | Millor maquillatge protètic                                                 | Glenn Hetrick, Mike Smithson, Michael O'Brien, Ken Culver, Hugo Villasenor i Chris Bridges (per "That Hope Is You, Part 1")                                                      | Nominat   | [ 165 ] [ 166 ] |
| 2021 | Premis Emmy d'Arts Creatives Primetime  | Maquillatge d'època i/o de personatge (no protètic)                         | Shauna Llewellyn i Faye Crasto (per "Terra Firma, Part 2") | Nominat   | [ 165 ] [ 166 ] |
| 2021 | Premis Emmy d'Arts Creatives Primetime  | Millor edició de so per a una sèrie de comèdia o dramàtica (una hora)       | Matthew E. Taylor, Tim Farrell, Harry Cohen, Michael Schapiro, Darrin Mann, Clay Weber, Moira Marquis, Alyson Dee Moore i Chris Moriana (per "That Hope Is You, Part 1")         | Nominat   | [ 165 ] [ 166 ] |
| 2021 | Premis Emmy d'Arts Creatives Primetime  | Millors efectes visuals especials en un sol episodi                         | Jason Michael Zimmerman, Ante Dekovic, Aleksandra Kochoska, Charles Collyer, Alexander Wood, Ivan Kondrup Jensen, Kristen Prahl, Toni Pykalaniemi i Leslie Chung (perr "Su'Kal") | Guanyador | [ 165 ] [ 166 ] |
| 2021 | Premis Saturn                           | Millor sèrie de televisió de ciència-ficció                                 | Star Trek: Discovery | Guanyador | [ 167 ] [ 168 ] |
| 2021 | Premis Saturn                           | Millor actriu de televisió                                                  | Sonequa Martin-Green | Nominat   | [ 167 ] [ 168 ] |
| 2021 | Premis Saturn                           | Millor actriu de televisió                                                  | Doug Jones | Guanyador | [ 167 ] [ 168 ] |
| 2021 | Premis de la Societat d'Efectes Visuals | Efectes visuals destacats en un episodi fotoreal                            | Jason Michael Zimmerman, Aleksandra Kochoska, Ante Dekovic i Ivan Kondrup Jensen (per "Su'Kal")                                                                                  | Nominat   | [ 169 ] [ 170 ] |
| 2021 | Premis Women's Image Network            | Millor actriu en sèrie dramàtica                                            | Sonequa Martin-Green | Empat     | [ 171 ] [ 172 ] |